# Tetrahedron Letters
Pour les articles homonymes, voir Tetrahedron.
Tetrahedron Letters (abrégé en Tetrahedron Lett.) est une revue scientifique hebdomadaire à comité de lecture qui publie des articles  sous forme de communication concernant le domaine de la chimie organique.
D'après le Journal Citation Reports, le facteur d'impact de ce journal était de 2,193 en 2016. Actuellement, la direction de publication est assurée par T. J. Donohoe, G.-Q. Lin, K. Maruoka, V. K. Singh, J. L. Wood et J. Zhu.